# Ахмед III
Ахмед III е 23-тият султан на Османската империя, наследил брат си Мустафа II в 1703 г. Управлява от 22 август 1703 до 1 октомври 1730 година.
Ахмед е роден на 30 декември 1673 година в Хаджиоглу Пазарджик (днес Добрич), където пребивава с двора си баща му Мехмед IV. Мехмед IV, известен със страстта си към лова, спира там, за да ловува, при връщането си от поход срещу Жечпосполита.

## Управление
Управлението на Ахмед III е известно в историята на Османската империя като своеобразна културна революция, останала в паметта като епоха на лалетата. Както започва, като резултат от истанбулско въстание, така и завършва като резултат от въстание на Патрона Халил.
Ахмед III води успешната Прутска война (1711) и неуспешна война с Австрия и Венеция (1715 – 1718), завършила с унизителния договора от Пожаревац. В резултат от мира империята за първи път в историята се вижда принудена да отстъпи територии на Балканите и в тил на т.нар. военна граница – Хабсбургска Сърбия. Разгаря се и Персийско-османска война (1722 – 1727).